# Resena
Resena (anche Resaena e Resaina) era l'antico nome della città di Ras al-Ayn, Siria.
Essendo al confine tra l'Impero romano e quello dei Sasanidi, la città passò dall'una all'altra forza nel periodo che va tra il II e il IV secolo.
Nel III secolo fu sede della legione III Parthica, e nel 243 vi si combatté la battaglia di Resena, vinta dall'imperatore romano Gordiano III sul re persiano Sapore I.
| Controllo di autorità | J9U (EN, HE) 987012331767205171 |